# اپل واچ

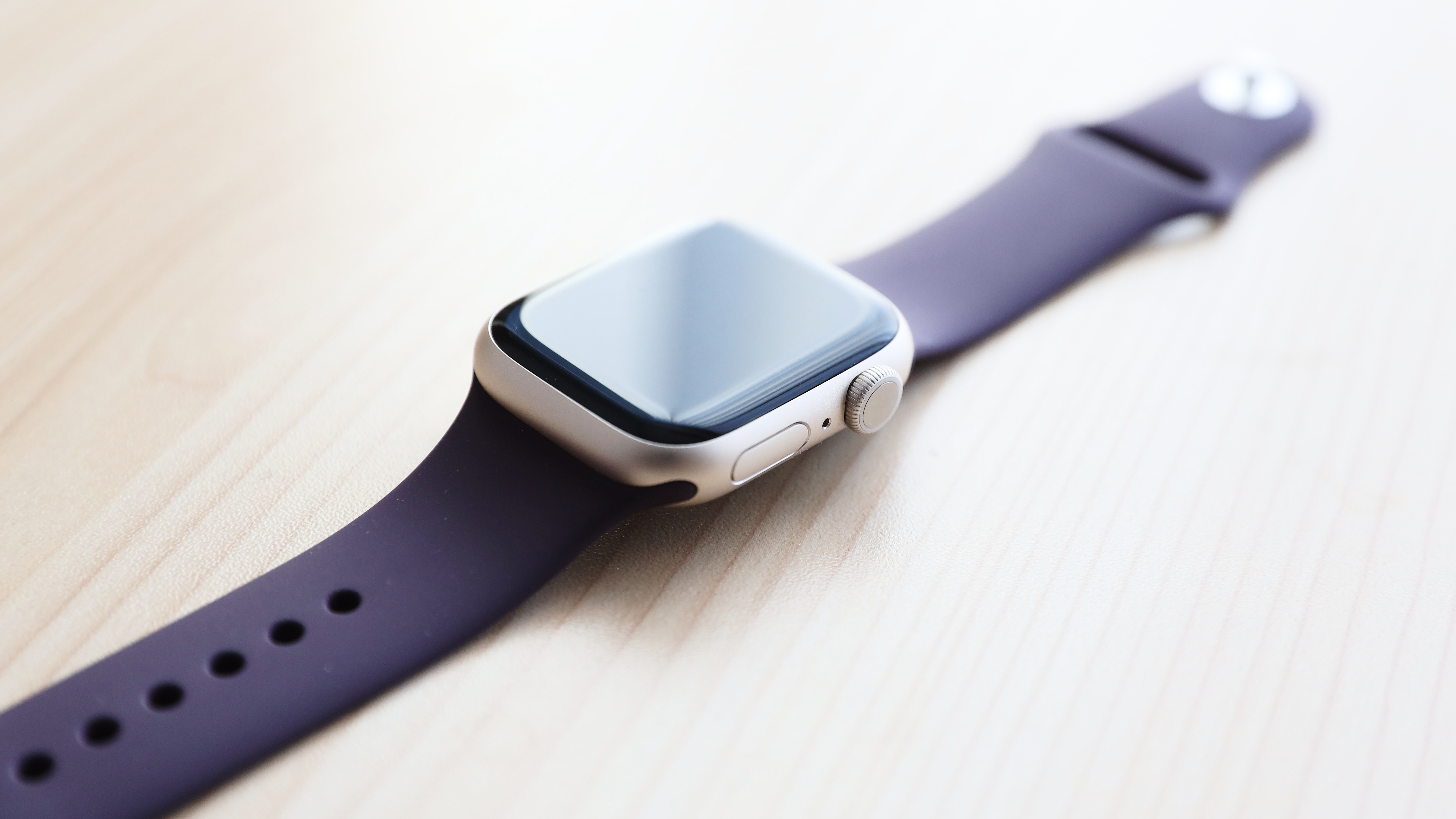
اپل واچ سری ۷

اپل واچ (به انگلیسی: Apple Watch) یا ساعت اپل یک ساعت هوشمند است که شرکت اپل آن را در تاریخ ۹ سپتامبر ۲۰۱۴ (۱۸ شهریور ۱۳۹۳) همراه با آیفون ۶ و آیفون ۶ پلاس رونمایی کرد. اپل در این ساعت به‌طور پیش‌فرض ۲ نرم‌افزار در زمینه سلامت به نام‌های Workout و Fitness را ارائه نموده است. از دیگر قابلیت‌های آن می‌توان به نمایش ضربان قلب، ضدآب بودن و پشتیبانی از سیری اشاره کرد. همچنین می‌توان برای بهره‌گیری از برخی نرم‌افزارها همچون اپل مپز نیز ساعت اپل را با آیفون همگام‌سازی کرد. این ساعت نخستین محصول جدیدی است که از زمان عرضه آی پد و بعد از مرگ استیو جابز، مدیرعامل سابق این شرکت معرفی می‌شود. البته در سال ۲۰۱۷ اپل واچی جداگانه منتشر شد که قابلیت نصب سیم کارت داردو می‌تواند مستقل از آیفون تماس بگیرد و RAM آن به ۸گیگ افزایش یافته
اکثر ساعت‌های اپل که در حال حاضر تولید می‌شوند نیازمند سیستم عامل آیفون 5S یا بالاتر iOS 11 و مدل سری 3 LTE نیاز به آیفون ۶ یا بالاتر با هستند.
اپل واچ در تاریخ ۲۴ آوریل ۲۰۱۵ منتشر شد و به سرعت به یکی از محبوبترین گجت‌های پوشیدنی دنیا با ۴٫۲ میلیون فروش در سه‌ماهه دوم سال مالی ۲۰۱۵ تبدیل شد.
نسل دوم ساعت‌های اپل در سپتامبر ۲۰۱۶ در دو سری روانه بازار شد: سری اپل واچ ۱ و اپل واچ سری ۲، در حالی که نسل اول از رده خارج شد.
سری ۳ ساعت‌های اپل در ۲۲ سپتامبر ۲۰۱۷ همزمان با قطع پشتیبانی نسل دوم اپل واچ منتشر شد. اپل همچنان به تولید نسل دوم ساعت‌های سری اول خود ادامه می‌دهده.

## انواع
این ساعت در سه نوع و در اوایل ۲۰۱۵ عرضه‌شد:
- Apple Watch
- Apple Watch Sport
- Apple Watch Edition

## سیر تکاملی اپل واچ
از تولید افزایش استفاده از گوشی آیفون در کنار ارائه خدمات بیشتر به کاربران خود با اضافه کردن برخی از ویژگی‌های جدید به محصولات خود بود. کوین لینچ توسط اپل استخدام شد تا فناوری گجت‌های پوشیدنی را در دست بگیرد.
تصور غالب مردم دربارهٔ اپل واچ تا سال ۲۰۱۱ منحصر به این بود که این دستگاه سری چدید آی پاد است که در اطراف مچ دست کاربر بسته می‌شود و توانایی ارتباط با ربات اپل siri را دارد.
در ۱۰ فوریه ۲۰۱۳ به گزارش The New York Times و وال استریت جورنال اپل شروع به توسعه یک ساعت هوشمند مبتنی بر سیستم عامل iOS با نمایش منحنی کرده است. در تاریخ ۱۲ فوریه ۲۰۱۳، بلومبرگ گزارش داد که پروژه smartwatch اپل «فراتر از مرحله آزمایشی است و در حال تولید انبوه آن هستند»، حداقل ۱۰۰ طراح بر روی این پروژه مشغول به فعالیت هستند.
گزارش‌های بیشتر در ماه مارس ۲۰۱۳ نشان می‌داد که اپل قصد دارد دستگاه را تا انتهای ان سال عرضه کند. در ماه ژوئیه ۲۰۱۳، فاینال تایمز گزارش داد که اپل شروع به استخدام کارکنان بیشتری برای کار بر روی ساعت هوشمند کرده و در اواخر سال ۲۰۱۴ امکان انتشار خرده فروشی را هدف خود قرار داده.

## معرفی و انتشار
در ماه آوریل سال ۲۰۱۴، تیم کوک، مدیر عامل شرکت اپل، به وال استریت ژورنال گفت که این شرکت قصد دارد در سال جاری محصولات جدیدی را عرضه کند، اما مشخص نیست. در ماه ژوئن ۲۰۱۴، رویترز گزارش داد که انتظار می‌رود تولید در ماه اکتبر آغاز شود.
در ۹ سپتامبر ۲۰۱۴، در یک نشست مطبوعاتی که در آن آیفون ۶ نیز ارائه شد، محصول جدید اپل توسط تیم کوک به عنوان «فصل بعدی در داستان اپل» با یک ویدیو که به طراحی آن پرداخته شده بود برای کاربران به نمایش درآمد.

## زمان انتشار
پیش سفارش برای ساعت اپل در۱۰ آوریل ۲۰۱۵ آغاز و در ۲۴ آوریل به رسمی منتشر شد.
این دستگاه نتوانست به عنوان ” iWatch ” همانند خطوط تولید قبلی اپل مانند آی پاد، آیفون و iPad ثبت شود به دلیل اختلافات تجاری در بعضی مناطق خاص از جمله در ایالات متحده، علامت تجاری iWatch متعلق به OMG Electronics است و همچنین یک دستگاه با همان نام در اتحادیه اروپا توسط شرکت ایرلندی Probendi به ثبت رسیده است. در ژوئیه 2015 Probendi از شرکت اپل برای نقض علامت تجاری شکایت کرد و اظهار داشت که اپل از طریق تبلیغات کلیدی در موتورهای جستجوی گوگل، تبلیغاتی راهم زمان با سرچ کاربران برای اصطلاح علامت تجاری iWatch شروع کرده.

## مشخصات فنی

### طراحی
ساعت اپل در نسخه‌های مختلفی موجود است که با ترکیبی از پوشش و بندهای قابل تعویض وجود دارد. این ساعت در چهار اندازه ۳۸ میلی‌متر، ۴۰ میلی‌متر، اندازه ۴۲ میلی‌متر و اندازه ۴۴ میلی‌متر در دسترس است. طراحی این ساعت به‌طور قابل ملاحظی از زمان عرضه آن تغییر نکرده است، بنابراین بند و لوازم جانبی آن به‌طور اختصاصی برای هر کاربر قابل تنظیم است.
پوشش ساعت شامل مکانیزمی است که بتواند بند آن را تعویض کرد. صفحه آن دارای یک «تاج دیجیتالی» است که می‌توان آن را برای حرکت یا زوم چرخانده و برای بازگشت به صفحه اصلی فشار داده و همچنین دارای یک صفحه نمایش لمسی که از ویژگی‌های Force Touch برخوردار و حساس به فشار و توانایی تشخیص بین ضربه و فشار را دارد.
ساعت‌های اپل یک دکمه جانبی دارند که به وسیله آن می‌توان مخاطبین مورد علاقه شمارا نمایش دهند. تکنولوژی Apple Pay میزان باتری دستگاه را برای ۱۸ ساعت کنترل می‌کند. ساعت اپل با استفاده از شارژ القایی و یک کابل شبیه به MagSafe از خانواده لپ تاپ‌های مکبوک اپل میزان زمان شارژ باتری را به کمتر از ۱۰ درصد کاهش داده است.
در زمانی که شارژ باتری به میزان کمتر از حالت استاندارد می‌رسد به کاربر هشدار داده می‌شود و پیشنهاد حالت «ذخیره انرژی» به آن‌ها ارائه می‌شود که به کاربر این اجازه را می‌دهد که تا ۷۲ ساعت دیگر شارژ آن ذخیره شود. وقتی که به شارژ زده می‌شود ساعت به حالت اولیه خود بازمی‌گردد.

## اپل واچ ۱
نسل اول اپل واچ از یک سیستم تک هسته ای S1 بر روی تراشه خود استفاده می‌کند. دراین تراشه قابلیت مکان‌یابی وجود نداشت. با استفاده از یک عملگر خطی به نام “Taptic Engine” مکان‌یابی را نیز به امکانات اپل واچ اضافه کرد. این ساعت به سنسور ضربان قلب نیز مجهز است، که از هر دو لامپ مادون قرمز، نور قابل مشاهده و فتوالدئید استفاده می‌کند.
تمام نسخه‌های نسل اول اپل ۸ گیگابایت حافظه دارند؛ سیستم عامل قرار گرفته شده در این ساعت‌ها این اجازه را به کاربر می‌دهد تا ۲ گیگابایت موسیقی و ۷۵ مگابایت عکس را در خود ذخیره کند. زمانی که ساعت اپل به یک گوشی آیفون متصل شود توانایی آن را دارد که تمامی موسیقی‌های موجود در آن را پخش کند.

## اپل واچ ۲
نسل دوم اپل واچ نسبت به نسل پیشین خود چندین ارتقا نیرومند در نرم‌افزار و سخت‌افزار داشته است. اپل واچ ۲ کاملاً ضدآب و غبار است به‌طوری‌که می‌توان هنگام شنا نیز از قابلیت‌های تناسب اندام آن استفاده کرد. در واقع این نسل تمرکز بیشتری روی تندرستی و تناسب اندام دارد. این ساعت جدیدترین نرم‌افزارهای سیستم عامل watchOS 3 را اجرا می‌کند. اضافه شدن GPS و پردازنده دو هسته‌ای S2 از مهم‌ترین تغییرات اپل واچ۲ نسبت به نسل پیشین خود است.

## اپل واچ ۳
نسل سوم ساعت اپل دارای پردازنده سریعتر S3 دو هسته ای، بلوتوث ۴٫۲ در مقابل ۴٫۰ در مدل‌های قدیمی تر، ارتفاع سنج داخلی برای اندازه‌گیری ارتفاع، افزایش RAMو نصب جدید LTE برای اتصال به تلفن همراه و استفاده از ربات siri. صفحه نمایش سری ۳ اپل قابل اتصال به دستگاه‌های آیفون ۵ نیست، و نیاز به استفاده از iPhone 5S یا نسل‌های بعد از آن است.

## اپل واچ ۴
نسل چهارم ساعت اپل حدوداً یک سال پس از رونمایی سری سوم اپل واچ، در تاریخ ۲۱ سپتامبر ۲۰۱۸ با سیستم عامل watchOS 5.0 رونمایی شد که در این سری دیگر خبری از نسخه‌های ۳۸ و ۴۲ میلی‌متری نبود و این ابعاد به ۴۰ و ۴۴ میلی‌متر تغییر پیدا کرده بود که در زمان خود بسیار جالب و پرطرفدار بود.

## اپل واچ ۵
نسل پنجم ساعت اپل نیز همانند سری‌های قبلی، واقعاً یک نوع شاهکار می‌باشد که باز هم با استقبال شدیدی از سوی کاربران روبرو شد. این سری در سپتامبر سال ۲۰۱۹ میلادی در دو نوع ۴۰ و ۴۴ میلی‌متر رونمایی شد که حافظه اپل واچ سری ۵ نسبت به سری‌های قبلی پیشرفت چشمگیری داشته است. قیمت اپل واچ سری ۵ نسبت به سری‌های قبلی کمی بیشتر می‌باشد.

## اپل واچ ۶
نسل ششم ساعت اپل دارای قابلیت‌های متنوعی در بخش مربوط به سلامت و اندازه‌گیری پارامترهای مرتبط با آن است. این نسل قادر به اندازه‌گیری سطح اکسیژن خون (SpO2) در تنها ۱۵ ثانیه است، همچنین می‌تواند تا میزان جذب اکسیژن (VO2) را نیز اندازه‌گیری کرده و نمایش دهد. این معیارها، می‌توانند علائم اولیه مشکلات جدی‌تری باشند که اپل واچ سری ۶ با اندازه‌گیری این پارامترها، می‌تواند از آن‌ها جلوگیری کند.
در کنار این موارد، می‌توان به حسگر اپتیکال مانیتور ضربان قلب اشاره کرد که دارای قابلیت نمایش ECG یا به‌نوعی نوار قلب شما می‌باشد. اپل واچ ۶ همچنین می‌تواند تا مواردی همچون شستن دست را تشخیص دهد. به‌این‌ترتیب زمانی که در حال شستن دست خود هستید، یک تایمر ۲۰ ثانیه‌ای برای شما روی نمایشگر دستگاه به نمایش درمی‌آید تا از شست‌وشوی مناسب اطمینان حاصل کنید.

## اپل واچ SE
اپل واچ SE به‌عنوان یک مدل اقتصادی از ساعت‌های هوشمند اپل و معرفی اما قابلیت‌های آن بیش از قیمتی است که برای آن خواهید پرداخت. سری SE از همان نمایشگری استفاده می‌کند که در اپل واچ ۶ وجود دارد. در بخش قابلیت‌های مربوط به سلامت، اپل واچ SE دارای حسگر تشخیص ضربان قلب است. حلقه‌های فعالیت یا همان Activity Rings اطلاعات مربوط به فعالیت‌های روزانه کاربر را مانیتور کرده و به او نمایش می‌دهد تا دید خوبی نسبت به وضعیت فعالیت روزانه وی داده و کاربر را به فعالیت بیشتر تشویق کند.
علاوه بر قابلیت‌های مربوط به سلامت، اپل واچ SE قادر به نمایش نوتیفیکیشن‌ها بوده و امکان پاسخ‌دهی به تماس‌ها را نیز دارد. همچنین می‌توانید از آن برای ارسال پیام متنی یا کار با دستیار هوشمند Siri استفاده کنید. اپل واچ سری SE تا عمق ۵۰ متر ضدآب است. به‌این‌ترتیب می‌توانید با خیال آسوده از آن در استخر و … استفاده کنید. همچنین حافظه داخلی دستگاه نیز همانند اپل واچ سری ۶ برابر با ۳۲ گیگابایت است که برای نصب اپلیکیشن‌ها مختلف و … بسیار مناسب خواهد بود.

## سیستم عامل
اپل واچ سیستم عامل WatchOS را اجرا می‌کند که رابط کاربری آن در اطراف یک صفحه اصلی با آیکون‌های برنامه دایره ای است. سیستم عامل را می‌توان با استفاده از صفحه نمایش لمسی یا دکمه‌های موجود در کنار ساعت تماشا کرد. در اولین نسل اپل باید با آیفون ۵ یا بالاتر و از سیستم عامل iOS 8.2 و بالاتر به آن متصل شد.
ساعت اپل قادربه دریافت اطلاعیه‌ها، پیام‌ها و تماس‌های تلفنی از طریق اتصال به گوشی‌های آی فون است. ” Glances ” به کاربران این اجازه را می‌دهد که صفحات و ویجت‌ها را نمایش دهد. با این حال، این ویژگی از طریق مرکز کنترل جدید watchOS و همچنین از Handoff برای ارسال محتویات از Apple Watch به یک دستگاه iOS یا macOS استفاده می‌کند و به عنوان یک دوربین دیداری برای دوربین آیفون نیز عمل می‌کند، Siri نیز برای فرمان‌های صوتی موجود است و قادر به پاسخ دادن به پیام‌های صوتی در ساعت‌های سری ۳ است.